# Svelvik
Svelvik è un ex comune norvegese della contea di Vestfold. Dal 1º gennaio 2020 è diventato parte del comune di Drammen, diventato comune della neoistituita contea di Viken.